# Huesca
För andra betydelser, se Huesca (olika betydelser).

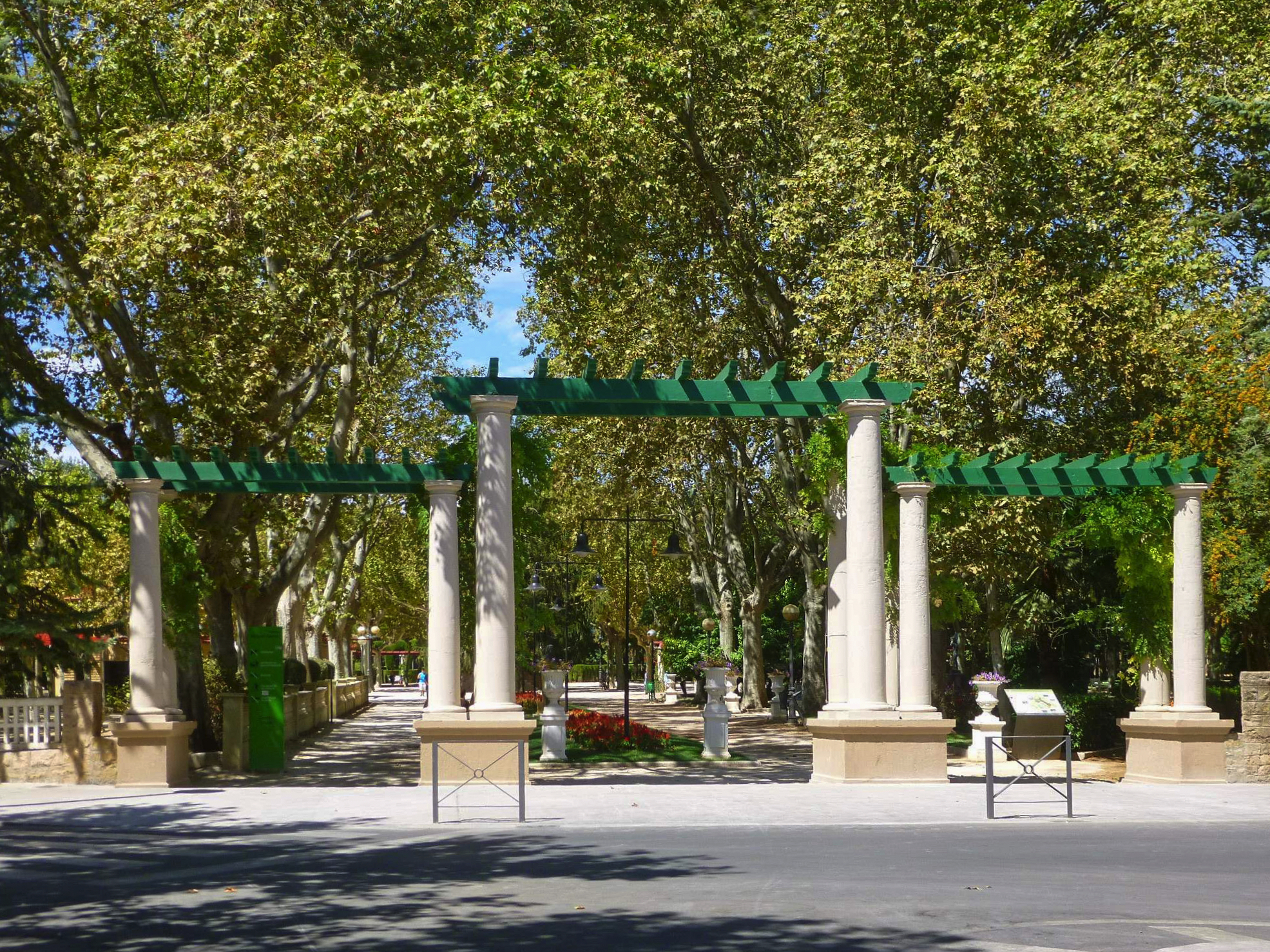
Miguel Servets park, i stadens centrum.

Huesca (spanskt uttal: [ˈweska], aragonska: Uesca) är en stad och kommun i provinsen Huesca i den autonoma regionen Aragonien i nordöstra Spanien. Den ligger cirka 67 kilometer nordost om Zaragoza. Huesca är huvudort i provinsen med samma namn. Kommunen har 54 704 invånare (2024), på en yta av 161,04 km². Detta gör Huesca till en av de minsta provinshuvudorterna i Spanien sett till invånarantalet.